# Euphorbia porteriana
Euphorbia porteriana är en törelväxtart som först beskrevs av John Kunkel Small, och fick sitt nu gällande namn av Robertus Cornelis Hilarius Maria Oudejans. Euphorbia porteriana ingår i släktet törlar, och familjen törelväxter. Inga underarter finns listade i Catalogue of Life.